# Greg Vaughan
Greg Vaughan, all'anagrafe James Gregory Vaughan Jr. (Dallas, 15 giugno 1973), è un attore statunitense.
È noto soprattutto per aver interpretato Dan Gordon nella serie televisiva Streghe, Diego Guittierez nella soap opera Febbre d'amore, Lucky Spencer in General Hospital e Eric Brady in Il tempo della nostra vita.

## Carriera
Ottiene il suo primo ruolo in un episodio della serie TV Baywatch, interpretando un cowboy. Il suo primo ruolo importante arriva nel 1996 nella serie I ragazzi di Malibu, in cui interpreta Josh Walker in 10 episodi. Dal 1996 al 1997 interpreta Cliff Yeager nella serie Beverly Hills 90210 in 6 episodi. Nel 1997 interpreta Richard Anderson in un episodio di Buffy l'ammazzavampiri. Dal 1999 al 2000 interpreta Dan Gordon, il fidanzato della porta accanto di Piper Halliwell, nella serie Streghe. 
Dal 2002 al 2003 è nel cast principale della soap opera Febbre d'amore, interpretando il ruolo di Diego Guittierez. Dal 2003 al 2009 è nel cast principale della soap opera General Hospital nel ruolo di Lucky Spencer, precedentemente interpretato da Jacob Young. Nel 2010 interpreta Kai nella serie 90210. Dal 2012 è nel cast principale della soap opera Il tempo della nostra vita, nel ruolo di Eric Brady precedentemente interpretato da Jensen Ackles. Dal 2016 al 2017 e nel 2019 è stato nel cast ricorrente della serie Queen Sugar, nel ruolo di Calvin.

## Vita privata
Il 4 giugno 2006 ha sposato l'attrice e modella Touriya Haoud.
La coppia ha avuto tre figli: Jathan James (2007), Cavan Thomas (2010) e Landan Reid (2012). Il 14 aprile 2014 Vaughan e Haoud hanno annunciato la loro separazione. Dal 2019 al 2021 è stato legato sentimentalmente all'attrice Angie Harmon.

## Filmografia

### Cinema
- No Small Ways, regia di Matt Jones (1997)
- Violet - La nuova seduzione (Poison Ivy: The New Seduction), regia di Kurt Voß (1997)
- Stuart Bliss, regia di Neil Grieve (1998)
- Sebastian, regia di Gregori J. Martin (2010)
- Playdate, regia di Melanie Mayron (2013)

### Televisione
- Baywatch - serie TV, 1 episodio (1996)
- I ragazzi di Malibu (Malibu Shores) - serie TV, 10 episodi (1996)
- Beverly Hills 90210 - serie TV, 6 episodi (1996-1997)
- Buffy l'ammazzavampiri (Buffy the Vampire Slayer) - serie TV, 1 episodio (1997)
- Love Boat - The Next Wave - serie TV, 1 episodio (1998)
- Mortal Kombat: Conquest - serie TV, 1 episodio (1998)
- Pacific Blue - serie TV, 1 episodio (1998)
- Gli adoratori del male (Children of the Corn V: Fields of Terror), regia di Ethan Wiley - film TV (1998)
- Legacy - serie TV, 1 episodio (1999)
- Student Affairs, regia di Adam e Jordan Fields - film TV (1999)
- Casualty - serie TV, 1 episodio (1999)
- Streghe (Charmed) - serie TV, 18 episodi (1999-2000)
- Nash Bridges - serie TV, 1 episodio (2000)
- Demon Town - serie TV, 1 episodio (2002)
- Will & Grace - serie TV, 1 episodio (2002)
- Sabrina, vita da strega (Sabrina, the Teenage Witch) - serie TV, 1 episodio (2002)
- Febbre d'amore (The Young and the Restless) - soap opera (2002-2003)
- Still Standing - serie TV, 1 episodio (2003)
- General Hospital - soap opera (2003-2009)
- 90210 - serie TV, 3 episodi (2010)
- The Closer - serie TV, 1 episodio (2011)
- The Clinic - La clinica dei misteri (The Clinic), regia di James Rabbits - film TV (2011)
- Quando l'amore sboccia a Natale (Love's Christmas Journey), regia di David S. Cass Sr. - film TV (2011)
- Amiche nemiche (GCB) - serie TV, 1 episodio (2012)
- Il tempo della nostra vita (Days of Our Lives) - soap opera (2012-in corso)
- Two In, regia di Ernie Barbarash - film TV (2013)
- Emergenza d'amore (Second Chances), regia di Ernie Barbarash - film TV (2013)
- Extant - serie TV, 1 episodio (2015)
- Queen Sugar -serie TV (2016)
- Ricomincio da san Valentino (Valentine’s Again), regia di Steven R. Monroe – film TV (2017)

## Doppiatori italiani
Nelle versioni in italiano delle opere in cui ha recitato, Greg Vaughan è stato doppiato da:
- Giorgio Borghetti in Streghe, 90210
- Alessandro Tiberi in I ragazzi di Malibu
- Teo Bellia in Beverly Hills 90210
- Fabio Boccanera in Buffy l'ammazzavampiri
- Roberto Certomà in Will & Grace
- Felice Invernici in Febbre d'amore
- Sergio Lucchetti in The Closer
- Christian Iansante in Gli adoratori del male